# Theresienstadt. Ein Dokumentarfilm aus dem jüdischen Siedlungsgebiet
Theresienstadt. Ein Dokumentarfilm aus dem jüdischen Siedlungsgebiet (Terezin: Un documentario sul reinsediamento degli ebrei) è un film di propaganda nazista, girato nel 1944 per iniziativa di Hans F.K. Günther e dell'"Ufficio centrale delle SS per il reinsediamento degli ebrei in Boemia e Moravia". Spesso ci si riferisce a questo film con il titolo Der Führer schenkt den Juden eine Stadt (Il Führer dona una città agli ebrei),
Una visita programmata dalla Croce Rossa per il 23 giugno 1944 al campo di concentramento di Theresienstadt su richiesta del governo danese costrinse le autorità tedesche a ripulire il campo, mandando migliaia di persone tra la popolazione eccedente a morire ad Auschwitz, restaurando strade ed edifici. La propaganda nazista pensò di sfruttare l'occasione per una gigantesca messa in scena per il mondo intero, attraverso la realizzazione di un film che mostrasse le "ottime" condizioni di vita degli ebrei nei ghetti del Terzo Reich.
A dirigere il film, assieme al regista ceco Karel Pecený, fu chiamato Kurt Gerron, noto attore e regista ebreo, che catturato in Olanda era stato anch'egli deportato nel campo di concentramento di Theresienstadt. Tra il 16 agosto e l'11 settembre 1944, tutti i prigionieri del campo dovettero collaborare alla realizzazione del filmato. Nel film si vedono alcuni tra i più celebri prigionieri di Theresienstadt come Jo Spier, Benjamin Murmelstein, Max Friediger, Hans Krása, Paul Eppstein, e Leo Baeck. Si mostrano anche scene di eventi culturali, come una rappresentazione dell'opera Brundibár al teatro del campo, e bambini ben vestiti e ben nutriti che giocano all'aperto.
Finito il film, la maggioranza di coloro che vi comparivano, incluso Kurt Gerron e i tanti bambini, fu deportata a morire ad Auschwitz.
Il filmato fu pensato non tanto per il pubblico del Reich ma per quello dei paesi neutrali.  L'intento era quello di contrastare "a futura memoria" le voci sempre più diffuse sullo sterminio degli ebrei, presentando un campo di concentramento "ideale" dove tutti vivono felici: gli adulti sono impegnati in lavori creativi o di utilità sociale, i bambini giocano, i malati sono curati e gli anziani si godono il meritato riposo.
Si procedette con molta calma al montaggio del film e uno volta che esso fu completato il 28 marzo 1945 gli eventi bellici erano ormai precipitati, tanto da renderne inutile l'utilizzo. Con la liberazione dei campi di sterminio della Polonia la realtà dell'Olocausto era ormai venuta alla luce. Dai 90 minuti della pellicola se ne conservano solo 23.

## Trama
Il film è stato realizzato secondo lo stile del documentario. Tutto concorre a dare un'immagine idilliaca della vita degli ebrei nel campo di Theresienstadt. Gli ebrei (bambini, adulti e anziani) vivono segregati ma in un'atmosfera di ordine e pulizia che ricorda quello di una colonia estiva, dove al lavoro si alternano lo svago e le attività culturali come ad esempio uno spettacolo o una partita di calcio.
Include anche una rappresentazione dello spettacolo di Hans Krása, Brundibár.